# Louise d'Épinay

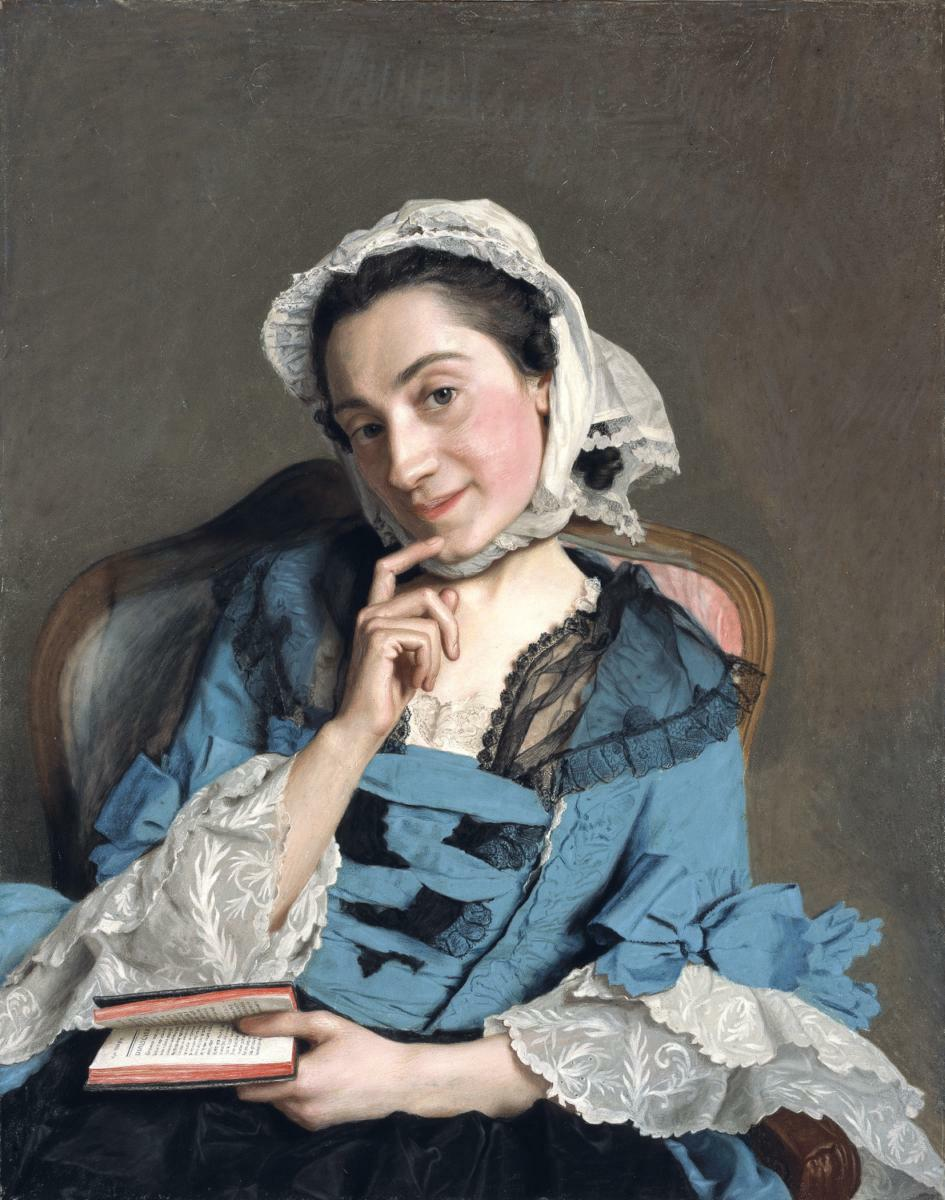
Porträtt gjort av Jean-Étienne Liotard.

Louise Florence Pétronille Tardieu d'Esclavelles d'Epinay, född i Valenciennes 11 mars 1726, död 17 april 1783, var en fransk memoarförfattare, berömd för sin brevväxling och sina relationer med många av tidens mest berömda personligheter. Hon var nära vän med flera centrala gestalter inom upplysningen, till exempel Rousseau, Friedrich Melchior von Grimm, Diderot, D'Alembert och D'Holbach.
Louise d'Épinay var dotter till militären Tardieu d'Esclavelles och gifte sig med sin kusin, skatteförpaktaren Denis Joseph de La Live d'Epinay. Hon separerade formellt från maken 1749 och bosatte sig på slottet Château of La Chevrette i Montmorency, där hon tog emot besökare och levde resten av sitt liv omgiven av manliga filosofer. Hennes status som ensamboende kvinna som tog emot manliga besökare utsatte henne för förtal. Hon gav 1756 en fristad åt Jean-Jacques Rousseau på en stuga i Montmorency, och de hade troligen en kärleksrelation. År 1755 inledde hon en relation med Grimm. Hon besökte Voltaire i Genève 1757-1759. Hon upprätthöll en korrespondens med många av Europas monarker under överinseende av Diderot. 
Hon utgav Conversations d'Émilie (1774), som hyllades av franska akademien. Hennes memoarer "Mémoires et Correspondance de Mme d'Épinay, renfermant un grand nombre de lettres indites de Grimm, de Diderot, et de J.-J. Rousseau, ainsi que des details, &c.", utgavs 1818 enligt ett manuskript hon anförtrott Grimm. I memoarverket används pseudonymer om alla figurerande, även om henne själv. Hon utgav även anonymt Lettres a mon fils (Genève, 1758) och Mes moments heureux (Genève, 1759).